# 高凌風
高凌風（英語：Frankie Kao，1950年2月28日—2014年2月17日），本名葛元誠，男，臺灣歌手、演員、主持人。外號「青蛙王子」，因其獨特的舞台動作、往內縮的頸部，以及啟發自其母親越南口音的鼻音唱腔，成為秀場及舞台藝人爭相模仿的對象。
在1980年代的台灣秀場界，張菲、豬哥亮、邢峰、高凌風與倪敏然有「南豬、北張、中邢峰，高凌風草上飛，倪敏然總管」之合稱。高凌風的代表歌曲《冬天裡的一把火》與《惱人的秋風》由費翔翻唱後，紅遍全中國大陸，此外他尚有《燃燒吧！火鳥》、《心上人》、《今夕明夕》、《不一樣》等個人代表曲目。此外，高凌風曾二度入圍金鐘獎，分別為第36屆電視金鐘獎「綜藝節目主持人獎」和第41屆電視金鐘獎「歌唱綜藝類最佳主持人獎」。
2014年2月17日，高凌風因血癌（急性骨髓性白血病）於當日19時50分病逝於新店佛教慈濟綜合醫院，享壽63歲。

## 早年
高凌風出生於高雄市岡山區自強新村。父親葛鍊百來自湖北，為中華民國空軍退役軍官；母親陳金蓉是越南人，曾任職於越南共和國駐中華民國大使館；姐姐葛元慧曾為《臨風高歌》開場。

## 演藝生涯

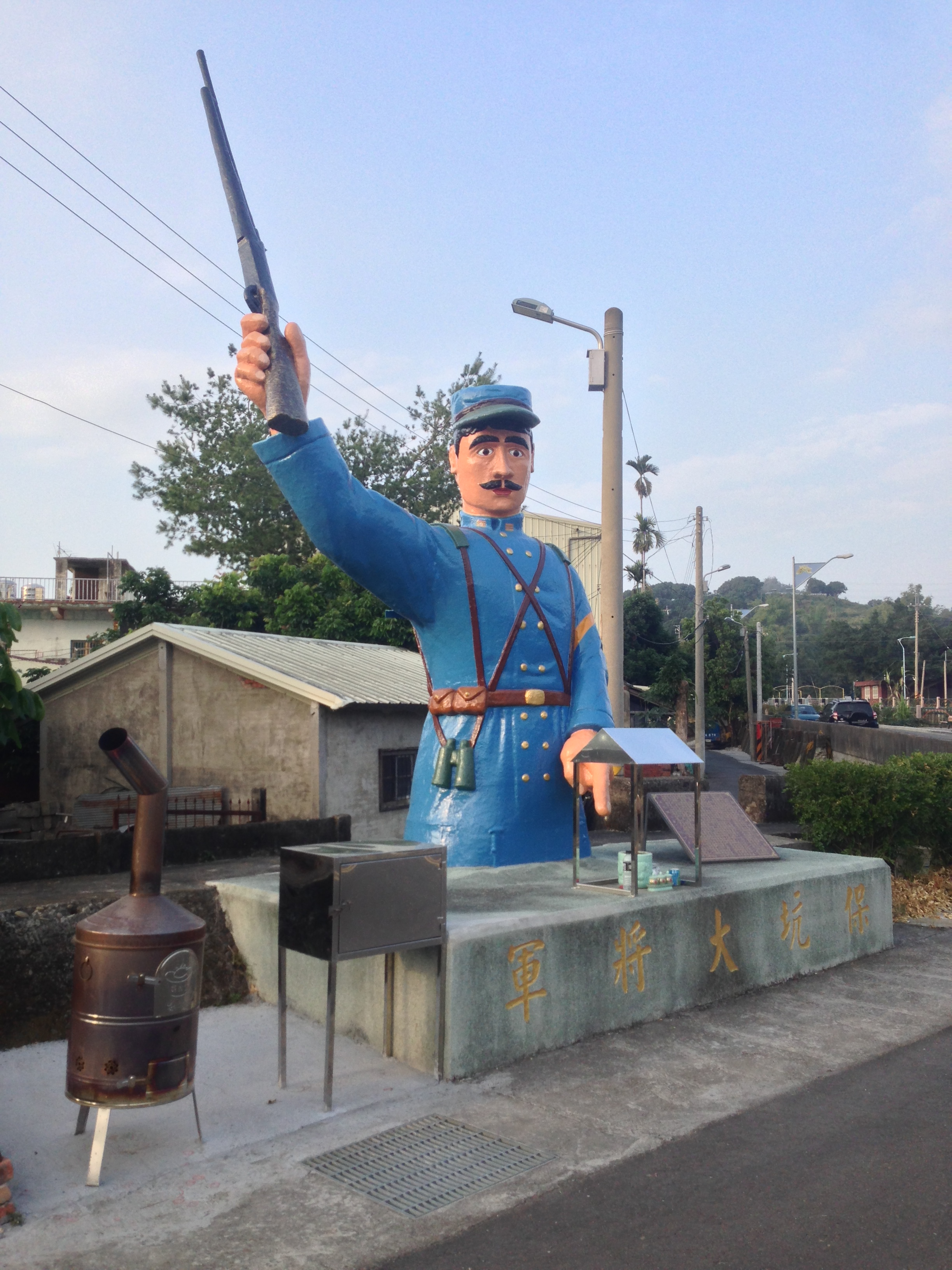
原高凌風餐廳裝飾擺設之塑像，後因故奉為「保坑大將軍」

### 1969年—1983年
1969年，高凌風就讀中國文化學院時組搖滾樂團，受瓊瑤賞識，賜名「火鳥」。1974年，高凌風主唱瓊瑤電影《女朋友》插曲〈大眼睛〉而一炮而紅；他將此劇男主角的名字「高凌風」作為其藝名。
1976年，高凌風與第一任妻子林玉招結婚。同年高凌風推出〈泡菜〉一曲紅遍全台，然而亦在高雄遭黑道以斧頭砍傷肩膀，且一夜豪賭輸掉新台幣700萬元。
在1980年代的台灣秀場界，張菲、豬哥亮、邢峰、高凌風與倪敏然有「南豬、北張、中邢峰，高凌風草上飛，倪敏然總管」之合稱，紅極一時。1981年，高凌風的《惱人的秋風》一曲大紅，並開始主持中華電視台為其製作的綜藝節目《臨風高歌》；同年，高凌風入股音樂製作公司「綜藝製作公司」，綜藝製作公司改組為唱片公司「綜一股份有限公司」（Chung Yi Production Ltd.）。1982年，阿珠與阿花首度伴隨高凌風登上舞台，首開「合音天使」伴舞風潮。1983年，《臨風高歌》榮獲第18屆金鐘獎綜藝節目獎。

### 1983年—2003年
1983年4月2日，高凌風在高雄市藍寶石大歌廳作秀後，因秀場合約糾紛，遭到幫派大哥楊雙伍手下開槍射傷。1984年，高凌風再因秀場糾紛得罪楊雙伍，遭到開槍警告，為了自保而持有槍械被捕，入獄三個月。
1986年，高凌風與胡瓜、鄭進一合作主持華視綜藝節目《鑽石舞台》。然而在1987年，由於高凌風當時女友文潔「三台默契」的問題，高不惜一怒為紅顏，罷錄《鑽石舞台》，反遭華視封殺，聲勢一落千丈。至2013年，高凌風在其回憶錄中對此表示，當時老三台之間的「三台默契」是「一個藝人只要被認為是某一台的藝人，另二台就不能讓他/她參與該台的節目」；文潔被認為是華視的藝人，台視與中視自然不方便讓她參加該台的節目。高凌風遂聯合胡瓜與鄭進一，以罷錄《鑽石舞台》為手段，向華視總經理吳寶華爭取藝人自由流通；結果吳寶華不為所動，胡瓜與鄭進一則臨陣反悔，只剩高凌風罷錄。他在《火鳥：高凌風自傳》中寫到，當年為替當時的女友藝人文潔能夠從華視跨台到台視主持節目，當紅的他特地前去拜託華視總經理吳寶華，原以為吳寶華一定會賣他面子，沒想到卻被吳寶華一口回絕，讓他一怒之下決定帶著胡瓜、鄭進一退出《鑽石舞台》，胡瓜、鄭進一當下也答應。「胡瓜、鄭進一更沒把我這個大哥的話放在心裡，第二天製作人郭建宏（映畫傳播老闆）才跟我打招呼說：『為了大局，阿義（鄭進一）及胡瓜先留下來頂一下節目。』我當然無所謂，心想：『我不在，節目還有人看嗎？』世事難料，沒有高凌風的《鑽石舞台》還是活得好好的。而胡瓜當年承諾與我一起退出，直到今天，他已成演藝圈大哥大，一晃快30年了，還是沒退出。造化弄人，以前身邊的小弟，現已坐擁億萬資產，在娛樂圈舉足輕重；而我現在血癌在身，想起往事歷歷，真是酸甜苦辣。」。
1997年，高凌風投資經營被認定是「八大行業」的迪斯可餐廳遭到取締，被斷水斷電。當時執行政令的是台北市長陳水扁。高原為陳水扁的支持者，隔年憤以無黨籍身分、以「葛高凌風」為名參選台北市議員，結果以8000多票落選。
由於1986年時，高凌風一次開設二家夜店和一家歌廳，不料三間全倒閉，高虧損新台幣2000萬元，亦因此患有忧郁症。高凌風在1998年至2003年間，遠赴美國休養五年之久。

### 2004年—2012年
中斷演藝工作5年後，高凌風於2004年重回演藝圈。高在《2100全民亂講》及《全民大悶鍋》等模仿秀節目中，以精準出色、令人捧腹的模仿表演再造成轟動，知名模仿人物包括前行政院長張俊雄和佛光山釋星雲法師等名人。同年10月20日，高凌風在台北國際會議中心舉辦出道30年演唱會，展現自己保養有方的體力及歌喉，更讓現場彷彿回到「青蛙王子」輝煌的秀場時代。政壇中的國親兩黨主席連戰、宋楚瑜，都特別來聽演唱會。
2005年5月間，高凌風因倪敏然自殺事件與該節目製作人王偉忠關係不和，主動退出參演。之後高自己也被許傑輝模仿過。2006年9月10日，高凌風在參加百萬人民倒扁運動時，曾提出10月全台灣大罷工行動，因倒扁總部不同意而作罷。
2007年1月，偶像男團飛輪海的炎亞綸於《超級大贏家》節目錄影時被火花燙傷右眼，現場一片譁然。錄影短暫中斷後恢復進行，然而現場觀眾仍不斷鼓譟，十分擔心偶像的傷勢；此情形激怒高凌風，高對現場觀眾說道：「你們可不可以不要講話？你們不要再講話，不然你上來主持。」高未等候炎亞綸準備就緒便繼續節目錄製。之後高凌風隨即被網路上的粉絲炮轟沒人情味，而高凌風反駁指是節目剪接效果造成誤會。
2010年，高凌風與吳宗憲、康康組成「三大難高音」，進行巡迴演唱會，並在第45屆電視金鐘獎頒獎典禮演出。2012年7月4日，高凌风在杭州维多利亚医院举行全球微整形直播，大陸媒体记者在杭州维多利亚聚集一堂拍摄下了高凌风整形全过程，高凌风也成为演艺圈内整形直播的第一位男艺人。同年7月28日，高凌風在上海舉辦演唱會—高凌风《秀王之王 火鸟传说》上海歌舞秀。

### 2012年—2014年
2012年11月13日，高凌風與兒子寶弟看電影後因身體不舒服，至財團法人國泰綜合醫院急診，診斷為敗血病。於臺北榮民總醫院做骨髓穿刺等檢查，據高凌風表示首份報告是罹患血液疾病，他拿了抗生素藥物後堅持回家；經過二小時後，通知他更精密的第二份報告，罹患嚴重血癌（急性骨髓性白血病），需接受化療等醫治。11月22日，高凌風回臺北榮民總醫院，先後進行三次化療，並用攝影機記錄對抗病魔心路歷程。
2013年2月1日，在臺北榮民總醫院經過72天的三次化療後，高凌風簽下拒絕治療書、自行負責同意書後出院。當月5日高在家虛弱表示：「感謝臺北榮民總醫院團隊的付出，很抱歉，我體力無法負荷，必須回家休息。」。同年8月31日，高凌風於颱風天抱病灌錄單曲，拖著病體錄製新歌《如果都是天意》和 MV。高凌風因有感時間不站在他這邊，在錄音室內哽咽淚流。高感嘆自己曾是一代巨星，如當年知名歌手薛岳唱「如果還有明天」，但是他表示自己沒有後悔和遺憾，因為這就是他的命。10月28日，高凌風到浙江衛視《星二代才藝真人秀》節目現場，為兒子寶弟打氣，並且表示這可能是人生最後一次為兒子站台了。10月31日，他的血癌惡化，臉上亦長出疱疹，高堅持接下《康熙來了》的通告並完成節目錄影。該年11月6日，高凌風發表回憶錄《火鳥：高凌風自傳》（雲國際，2013年11月1日出版，ISBN 9789862714256）。高凌風從四十多年的藝界人生、抗癌心路歷程寫到對生死的超脫，全書由高本人親筆寫下。而《如果都是天意》一曲為黄明志的词曲制作，这首歌和其MV，成為高凌風病逝後的遺作。黄明志在Tokok裡演唱《如果都是天意》以示怀念。11月16日，高凌風拖著病體在新加坡世界會議中心與葉啟田、張帝、沈文程開唱，新加坡版阿珠與阿花（嘉欣、嘉凌姊妹）亦登台演出。
2014年1月15日，高凌風召開記者會宣布，3月8日將舉辦出道40週年演唱會，邀請豬哥亮等20位歌手和藝人同台。高凌風表示，就算滿座還是會賠100萬元，但是為了心愛的舞台，再艱難也要唱下去。1月31日，因高凌風2013年11月中在新加坡的演出相當轟動，主辦單位再邀他年底於二場跨年表演演出40分鐘共7首歌，但最後高凌風因身體狀況極差而臨時取消。2月17日，高凌風因血癌（急性骨髓性白血病）於當日19時50分病逝於新店佛教慈濟綜合醫院。隔日，高凌風的靈堂設立於臺北市民權東路二段162號「萬安生命台北會館」。

### 《藍寶石之夜》
2014年3月8日，原本高凌風生前規劃的「高凌風出道40週年演唱會」改為高凌風紀念演唱會《40周年演唱會─藍寶石之夜》，如期正式演出。在籌辦階段，治喪委員會決定由吳宗憲接手演唱會節目統籌，擔任節目總導演，音樂人韓賢光擔任音樂總監。外界原期待余天、豬哥亮這對撕破臉的老友能看在高的面子上，同台和解，但余天未現身，和豬同台破局。許久未公開演出的張菲與豬近年首度同台表演。演唱會上的燈光、音響、設備、藝人車馬費由華視贊助，並負責現場錄影及後續播出。總計華視贊助超過台幣600萬元，除300萬元硬體、200萬元OB車及百萬元雜支，還包含32位表演者的車馬費6萬4千元，加上高凌風生前已舉辦的2場宣傳記者會、已付場租70萬元，估計至少贊助演唱會約台幣700萬元。演藝圈多位藝人亦不計酬勞參與演出，包括豬哥亮、張菲、胡瓜、吳宗憲、方芳、劉福助、王夢麟、陽帆、小亮哥、黃國倫、康康、小鐘、張克帆、潘越雲、葉璦菱、熊海靈、向娃、蔡幸娟、金佩姍、李翊君、張秀卿等人，和觀眾共同緬懷高凌風。
華視於當月9日播出演唱會，創下4歲以上觀眾2.44的收視率，在15-44歲和25-49歲兩收視群皆居台灣無線台三台之冠。最高收視點3.29落在張菲和豬哥亮的合體「脫口秀」，第二高收視點3.23為劉福助的《牽亡歌》，久未登台的蔡幸娟表演時收視達3.13。演唱會中，方芳反串男生，與吳宗憲、康康合體重現「三大難高音」；女兒葛曉潔詮釋《Read all about it》，男友彈琴伴奏；寶弟唱跳高凌風代表作串燒組曲《燃燒吧！火鳥》、《惱人的秋風》、《冬天裡的一把火》，並且和爸爸隔空對唱《牽不到你的手》；之後寶弟再和葛曉潔、葛子揚姐弟合唱《還好還好》；最後32位表演者帶領全場合唱《燃燒吧！火鳥》。演唱會依高凌風遺願於晚間10點9分結束，獲得好評，在緬懷氣氛中落幕。
該年3月12日，高凌風的告別式於台北市第一殯儀館舉行，30名親友先誦經，基督教團體「中華基督教藝人之家」友人帶領禱告後落幕。遺體於傍晚火化，骨灰罈安厝在福田妙國。

## 個人生活
高凌風有三次婚姻，共育有1子5女。
- 第1任妻子：林玉招（1976年－1986年），育有2女。
  - 長女：葛曉卉。
  - 次女：葛曉瑩。
- 第2任妻子：文潔（1988年－1991年），育有1女。
  - 三女：葛曉潔。
- 第3任妻子：金友莊（1995年－2012年），育有1子2女。
  - 四女：葛子揚（阿寶）。
  - 獨子：葛兆恩（寶弟）。
  - 么女：葛嘉怡（寶妹）。

## 音樂作品

### 專輯

#### 歌林唱片
|    | 專輯名稱              | 發行日期 | 備註         |
| -- | --------------------- | -------- | ------------ |
| 01 | 女朋友                | 1974.11  | 方怡珍合輯   |
| 02 | 我想認識你            | 1975.05  | 首張個人專輯 |
| 03 | 在水一方              | 1975.07  | 江蕾合輯     |
| 04 | 請求                  | 1976.01  |              |
| 05 | 奉獻                  | 1976.04  |              |
| 06 | 見不到                | 1976.08  |              |
| 07 | 小姑娘                | 1977.01  |              |
| 08 | 姑娘的酒渦            | 1977.09  |              |
| 09 | 泡菜的故事            | 1978.05  |              |
| 10 | 真情表露出來          | 1978.10  |              |
| 11 | 野菊花                | 1979.03  |              |
| 12 | 我曾哭啞了            | 1979.08  |              |
| 13 | 迪斯可專輯 愛你比海深 | 1979.12  |              |
| 14 | 迪斯可專輯 夕陽下山時 | 1980.10  |              |

#### 綜一唱片
|    | 專輯名稱       | 發行日期 | 備註                 |
| -- | -------------- | -------- | -------------------- |
| 15 | 不一樣         | 1981.06  |                      |
| 16 | 冬天裡的一把火 | 1982.01  |                      |
| 17 | 夏天的浪花     | 1982.05  | 張惠妹翻唱夏天的浪花 |
| 18 | 臉紅的時候     | 1982.12  |                      |
| 19 | 在一個地球上   | 1983.03  |                      |
| 20 | 借錢           | 1983.11  |                      |

#### 華倫唱片
|    | 專輯名稱 | 發行日期 | 備註 |
| -- | -------- | -------- | ---- |
| 21 | 濛濛煙雨 | 1986.07  |      |
| 22 | 三字經   | 1987.XX  |      |

#### 天王唱片
|    | 專輯名稱 | 發行日期 | 備註 |
| -- | -------- | -------- | ---- |
| 23 | 黃土高坡 | 1989.XX  |      |
| 24 | 依然年輕 | 1990.10  |      |

#### 萬達唱片
|    | 專輯名稱 | 發行日期 | 備註 |
| -- | -------- | -------- | ---- |
| 26 | 兩樣心   | 1993.12  |      |

#### 歌林唱片
|    | 專輯名稱       | 發行日期 | 備註                 |
| -- | -------------- | -------- | -------------------- |
| 27 | 高凌風叱吒精選 | 1998.09  | 歌林唱片時期精選雙CD |

#### 環球音樂
|    | 專輯名稱           | 發行日期 | 備註             |
| -- | ------------------ | -------- | ---------------- |
| 28 | 走出童話的青蛙王子 | 2000.09  | 綜一唱片時期精選 |

#### 芮河唱片
|    | 專輯名稱             | 發行日期 | 備註             |
| -- | -------------------- | -------- | ---------------- |
| 29 | 錢不夠用             | 2001.1   |                  |
| 30 | 10大金牌西洋情歌精選 | 2004.10  | 翻唱西洋歌曲專輯 |

#### 喜瑪喜瑪拉雅
|    | 專輯名稱  | 發行日期 | 備註 |
| -- | --------- | -------- | ---- |
| 31 | DANGEROUS | 2007.03  |      |

### 代表歌曲
- 《泡菜的故事》（出自1978年《泡菜的故事》專輯）一曲因過於轟動，曾遭行政院新聞局認定為靡靡之音、擾亂社會大眾而列為禁歌。
- 《姑娘的酒渦》一曲被禁是因為間奏時的合音「胡尬蝦尬」其諧音為「胡搞瞎搞」，遭行政院新聞局以危害社會善良風俗為由禁播[45]。

| 單曲名稱       |
| -------------- |
| 大眼睛         |
| 夏天的浪花     |
| 惱人的秋風     |
| 冬天裡的一把火 |
| 燃燒吧，火鳥   |
| 姑娘的酒渦     |
| 泡菜的故事     |
| 煙雨濛濛       |
| 牽不到你的手   |
| 在水一方       |
| 一個小故事     |
| 忍耐           |
| 野菊花         |
| 不一樣         |
| 借錢           |

## 演出作品

### 電視
| 年度   | 片名                  | 播出頻道 | 角色           |
| ------ | --------------------- | -------- | -------------- |
| 1985年 | 《社會檔案》~生死之歌 | 華視     | 葛風           |
| 2011年 | 《爱情公寓2》         |          | 高凌風(主持人) |

### 電影
| 年度   | 片名               | 角色             |
| ------ | ------------------ | ---------------- |
| 1979年 | 《雁兒在林梢》     | 駐唱歌手（客串） |
| 1981年 | 《聚散兩依依》     | 高望             |
| 1981年 | 《蹦蹦一串心》     |                  |
| 1983年 | 《迷你特攻隊》     | 草上飛           |
| 1988年 | 《記得當時年紀小》 |                  |
| 2010年 | 《一頁台北》       | 豹哥             |
| 2010年 | 《實習大明星》     | 火鳥強尼         |
| 2013年 | 《冠军歌王》       | 高中峰           |

## 主持作品

### 電視節目
| 頻道         | 節目                                                          |
| ------------ | ------------------------------------------------------------- |
| 台灣電視公司 | 《綜藝大都會》 《彩虹假期》                                   |
| 中國電視公司 | 《名人高峰會》                                                |
| 中華電視台   | 《青春青春》 《臨風高歌》 《陽光、綠野、攝影棚》 《鑽石舞台》 |
| 華衛電視台   | 《花魁藝色館》                                                |
| 超級電視台   | 《政治好好玩》 《命運e定轉》 《命運好好玩》                   |
| 年代MUCH台   | 《搞笑Very Much》 《好色男女》 《新好色男女》                 |
| 中天娛樂台   | 《天機可以洩漏》                                              |
| 緯來綜合台   | 《金曲百樂門》                                                |
| 江蘇衛視     | 《名師高徒》                                                  |

## 出版作品

### 書籍
| 年份          | 書名                 | 作者   | 出版社 | ISBN               |
| 2013年11月1日 | 《火鳥：高凌風自傳》 | 高凌風 | 雲國際 | ISBN 9789862714256 |

## 獎項紀錄
| 年份   | 獲提名            | 獎項                               | 結果 |
| ------ | ----------------- | ---------------------------------- | ---- |
| 1987年 | 《鑽石舞台》      | 第22屆金鐘獎綜藝節目主持人獎       | 提名 |
| 2001年 | 《搞笑Very Much》 | 第36屆金鐘獎綜藝節目主持人獎       | 提名 |
| 2006年 | 《金曲百樂門》    | 第41屆金鐘獎歌唱綜藝類最佳主持人獎 | 提名 |

## 外部連結
- 高凌風在互联网电影资料库（IMDb）上的資料（英文）
- 高凌風在香港影庫上的簡介
- 高凌風在豆瓣上的资料（简体中文）
- 高凌風在时光网上的簡介（简体中文）